# Utwardzalność
Utwardzalność – podatność stali na hartowanie. Jest to stosunek największej, możliwej do uzyskania po hartowaniu, twardości do warunków austenityzowania.